# 동원시스템즈
동원시스템즈 주식회사는 대한민국의 포장재 기업이다.

## 제품
초고강도 양극박을 개발하여 전기차 배터리 업체들에 이를 공급하고 있다.

## 사업장 현황
- 본점 (아산사업장): 충청남도 아산시 둔포면 아산밸리동로 100
- 진천사업장: 충청북도 진천군 광혜원면 용소2길 32-14
- 천안사업장: 충청남도 천안시 동남구 목천읍 응원1길 130-53
- 함안사업장: 경상남도 함안군 함안면 봉수로 722
- 인쇄사업장: 충청남도 공주시 정안면 차령로 3512
- 수지사업장: 충청남도 공주시 정안면 정안농공단지길 64

### 패키징사업부문
- 군산사업장: 전북특별자치도 군산시 외항1길 264
- 음성사업장: 충청북도 음성군 대소면 대금로 41
- 이천사업장: 경기도 이천시 대월면 경충대로 1885-16
- 광주1사업장: 광주광역시 광산구 용아로 736
- 횡성사업장: 강원특별자치도 횡성군 우천면 우천산업단지로75-13

### 2차전지사업부문
- 칠곡사업장: 경상북도 칠곡군 왜관읍 공단로 7길 16-18

## 같이 보기
- 동원그룹
- 동원산업 (동원그룹 지주회사)
- 동원F&B

### 내용주
1. ↑  신규선임